# 交酯

两分子乳酸相互酯化生成的丙交酯的结构。

交酯指的是两分子以上羟基酸相互发生分子间酯化形成的环状内酯。其中一分子羟基酸的羟基－OH与另一分子羟基酸的羧基－COOH缩合脱去一分子水生成酯－C(O)O－，同时这一分子羟基酸的羧基－COOH又与另一分子羟基酸的羟基－OH缩合生成另一个酯基，因此交酯可以看作是以2,5-二氧代-1,4-二噁烷为母体的一类含氧杂环化合物。
除了α-羟基酸外，其他羟基酸也可以两分子缩合生成环数更大的交酯，比如两分子γ-羟基丁酸分子间酯化时就可以生成十元的1,6-二氧杂环癸烷-2,7-二酮：

## 制取和性质
乙醇酸（α-羟基乙酸）和乳酸（α-羟基丙酸）在加热时分别可以得到乙交酯、丙交酯。交酯是稳定的化合物，但与水在酸或碱存在下共热时，会水解为相应的α-羟基酸。
乙交酯是白色片状晶体。丙交酯是淡黄色固体，熔点124°C，溶于丙酮、乙醇和酯类溶剂，微溶于水和乙醚，难溶于四氯化碳、石油醚。乙交酯和丙交酯可用来均聚形成聚乙交酯和聚丙交酯（聚乳酸），也可以与其他环状单体共聚形成无规共聚物或嵌段共聚物。事实上工业上制取生物可降解塑料聚乳酸时，采用的就是丙交酯开环聚合而非乳酸缩聚，其原因是乳酸缩聚的同时会产生水，将聚乳酸水解，从而使生成的聚乳酸聚合物链的长度降低。